# Перша Камчатська експедиція (монети)
Перша Камчатська експедиція — серія пам'ятних монет Центрального банку Російської Федерації, присвячених дослідженню Камчатки.

## Історична довідка
Учасники 1-ї Камчатської експедиції (1725—1730 рр.) під керівництвом мореплавця Вітуса Беринга на вітрильнику «Святий Гавриїл» пройшли вздовж берегів Камчатки та Чукотки й через протоку, що розділяє Азію й Америку, названу згодом Беринговою, увійшли в Північний Льодовитий океан. Під час експедиції проведені великі географічні спостереження і надзвичайно точні для тієї епохи картографічні роботи, вивчався побут і звичаї корінних мешканців.

## Історія випуску
У даній серії три монети. Усі вони відносяться до пам'ятних монет з дорогоцінних металів, у даному випадку — зі срібла і золота. Всі монети викарбувані в першому кварталі 2003 року на Санкт-Петербурзькому монетному дворі.
- Монета «Камчадали» зі срібла 900 проби номіналом 3 рублі тиражем 10 000 штук.
- Монета «Карта плавання» зі срібла 900 проби номіналом 25 рублів тиражем 2000 штук.
- Монета «Мисливець» із золота 900 проби номіналом 100 рублів тиражем 1 500 штук.

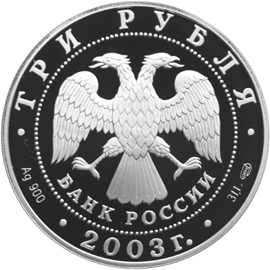
3-рублева монета 2003 р. зі срібла 900 проби. (аверс)
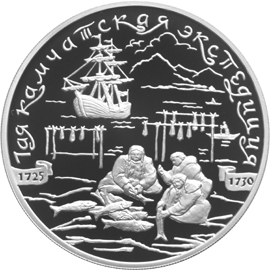
3-рублева монета 2003 р. зі срібла 900 проби. (реверс)
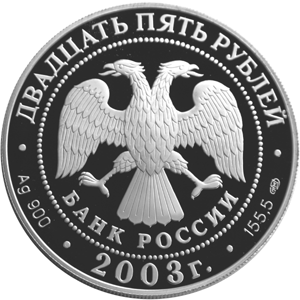
25-рублева монета 2003 р. зі срібла 900 проби. (аверс)
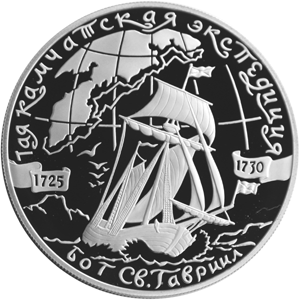
25-рублева монета 2003 р. зі срібла 900 проби. (реверс)
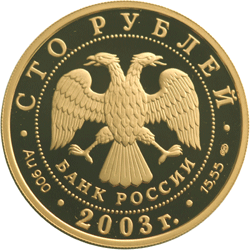
100-рублева монета 2003 р. із золота 900 проби. (аверс)
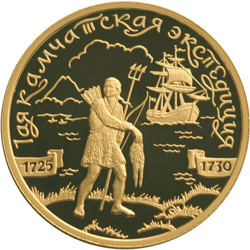
100- рублева монета 2003 р. із золота 900 проби. (реверс)